# Breynia collaris
Breynia collaris är en emblikaväxtart som beskrevs av Airy Shaw. Breynia collaris ingår i släktet Breynia och familjen emblikaväxter.
Artens utbredningsområde är Papua Nya Guinea. Inga underarter finns listade i Catalogue of Life.